# Ida Gustafsson

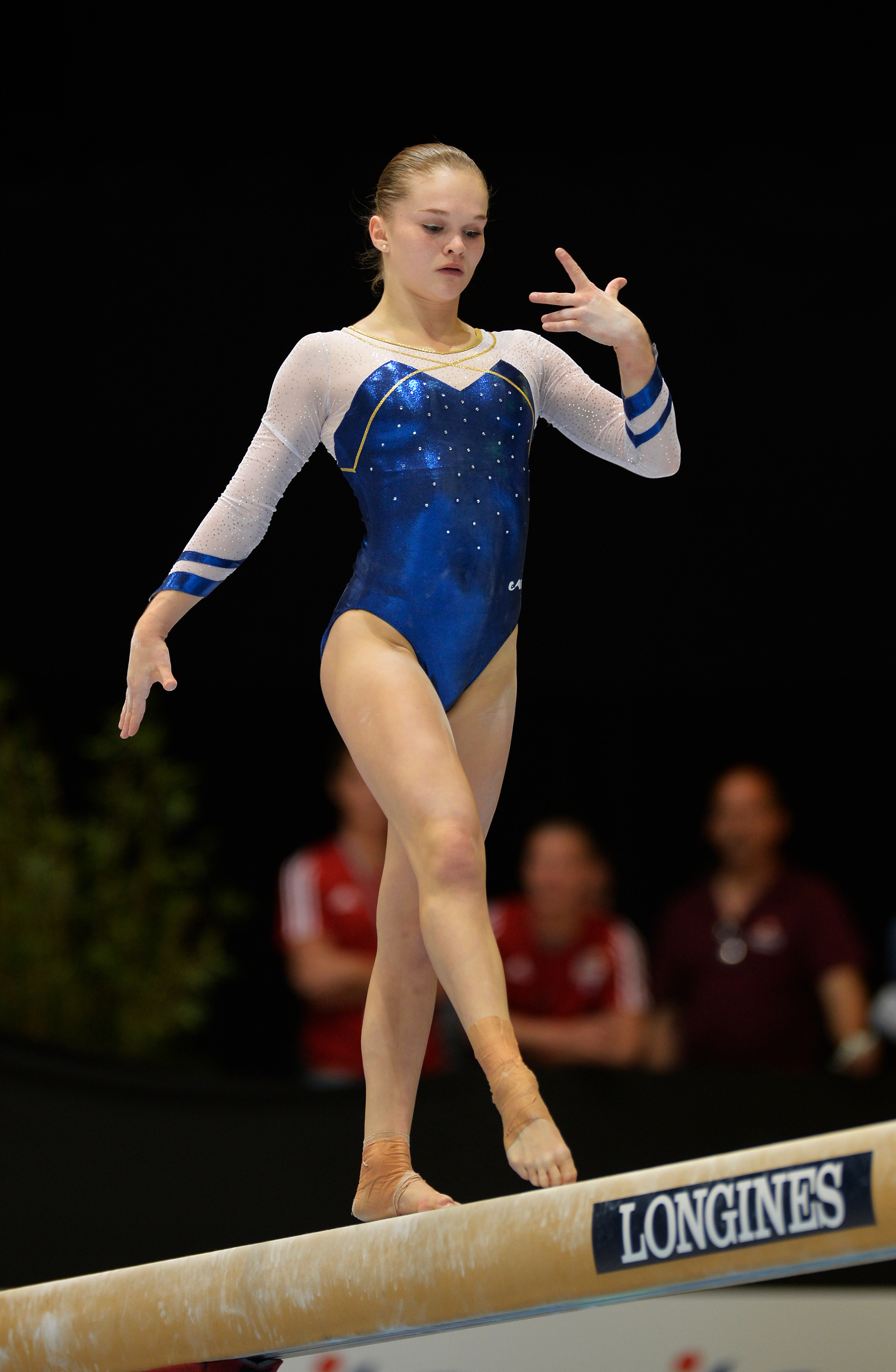
Ida Gustafsson under VM i Antwerpen 2013.

Ida Gustafsson, född 28 september 1994, är en svensk gymnast som bland annat tidigare har tävlat i gymnastik i italienska klubblag. Hon tävlar för Eskilstuna GF.
Under EM i gymnastik 2013 i Moskva tog sig Gustafsson till final tillsammans med Jonna Adlerteg i redskapet barr.  Gustafsson kom sexa i finalen i barr och hennes lagkamrat Jonna Adlerteg tog silver. Det var första gången två svenska gymnaster var i en final tillsammans. Ida Gustafsson hade även dagen innan tävlat i mångkampsfinal, där hon slutade på plats 10.